# Ehemalige Hospitalkirche St. Barbara (Attendorn)

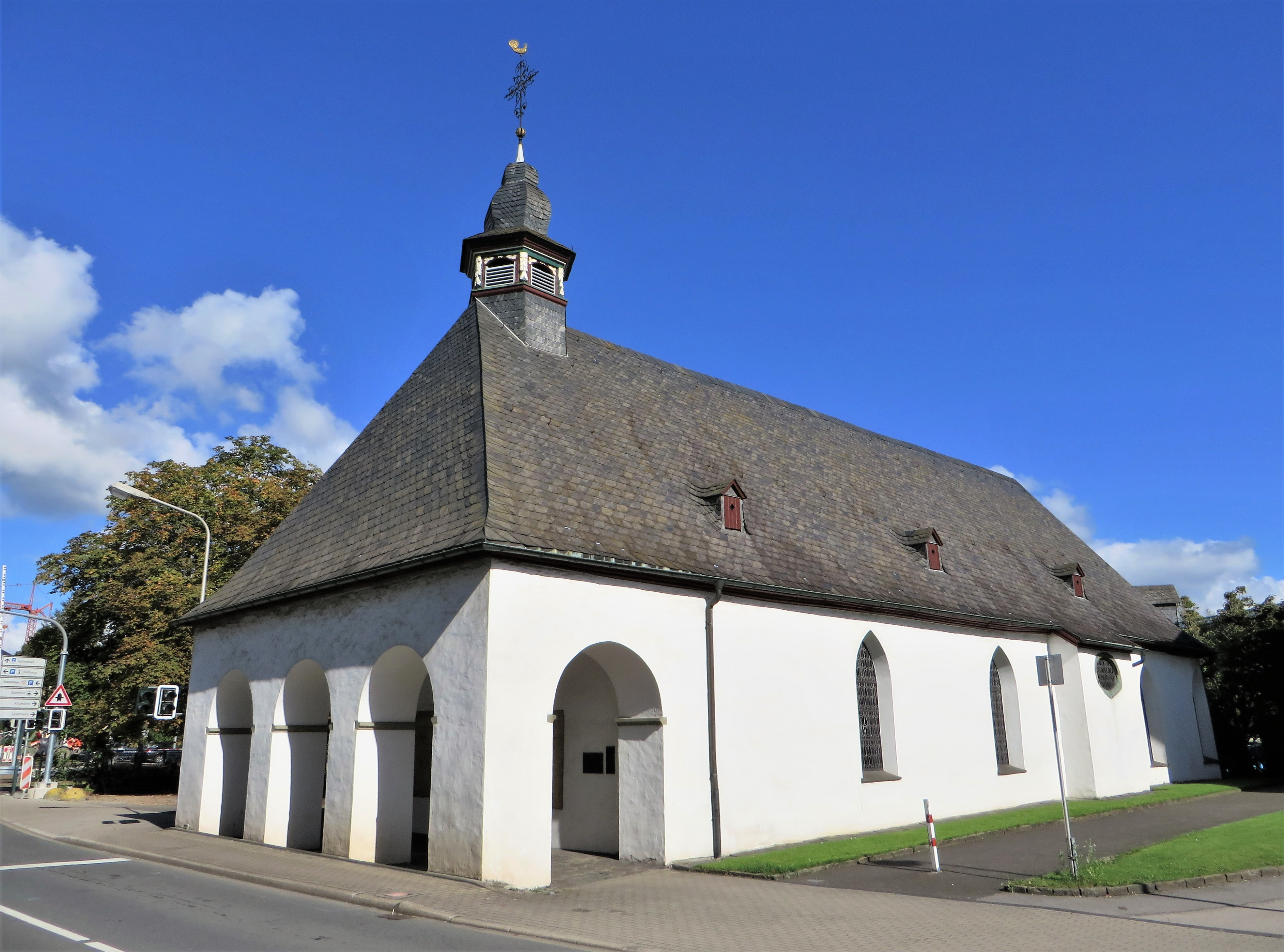
Hospitalkirche St. Barbara

Die ehemalige Hospitalkirche St. Barbara ist ein denkmalgeschütztes Kirchengebäude in Attendorn, einer Stadt im Kreis Olpe (Nordrhein-Westfalen).

## Geschichte und Architektur
Die wohl ursprünglich als gotische Marienkapelle errichtete Hospitalkirche wurde zwischen 1306 und 1317 als Teil des damaligen Hospitalkomplexes errichtet. Ursprünglich gehörte sie zu einem Hospital außerhalb der Stadtmauern. In dieser Kapelle las der jeweilige Priester die Messe und bestattete die Toten auf dem zugehörigen Friedhof. Das Gebäude wurde zwischen 1697 und 1726 mehrfach umgebaut und erweitert, seit der Barockzeit wurde das Äußere nicht mehr verändert. Sie steht unter dem Patrozinium der hl. Barbara. 1813 wurde die Kirche von durchziehenden Russen als Pferdestall benutzt. Der langgestreckte Saal mit Spitzbogenfenstern schließt dreiseitig, die Sakristei befindet sich an der Ostseite. Dem Dach wurde ein Dachreiter aufgesetzt. Im Zweiten Weltkrieg wurde sie durch Artilleriebeschuss stark beschädigt, so dass in den 1950er Jahren der Abriss drohte. Bis 1962 wurde das Gebäude komplett restauriert und durch den Paderborner Weihbischof Nordhues geweiht. Die ursprüngliche Funktion ging durch die Einebnung des Friedhofes und die Neuerrichtung des Krankenhauses an anderer Stelle verloren.

## Ausstattung
- Der Hochaltar mit marmorierter Fassung entstand in der zweiten Hälfte des 18. Jahrhunderts.
- Der pokalförmige Taufstein ist aus der Zeit um 1680.
- Die Wandverkleidung und weitere Holzverkleidungen wurden um 1800 eingebaut.
- Die zwölf Apostelstatuen sind bezeichnet mit 1697–1699.
- Ein barocker Orgelprospekt wurde 1721 von Johann Heinrich Kleine angefertigt.
- Ein Kreuzaltar
- Eine Pietà von 1686 aus der Sasse-Werkstatt wurde als persönliche Stiftung von Johann Sasse gefertigt.
- Ein Christus in der Rast von der zweiten Hälfte des 18. Jahrhunderts
- Eine Orgel vom Collegium Bernardinum[2]